# Ford P4
Der Taunus 12M P4 (= Projekt 4, d. h. die vierte neue Pkw-Konstruktion der Ford-Werke Köln seit Ende des Zweiten Weltkriegs) war ein Automodell mit Vierzylinder-Viertakt-V-Motor, das von August 1962 bis Juli 1966 hergestellt wurde. Als erster Ford hatte der P4 Frontantrieb.

## Modellgeschichte

### Allgemeines
Ursprünglich wurde der Wagen in den USA von Ford in Detroit unter dem Namen „Cardinal“ als Konkurrent des damals dort sehr erfolgreichen VW 1200 entworfen. Nach Abschluss der Entwicklung und Neubewertung seiner Marktchancen und Kosten in den USA wurde eine dortige Produktion verworfen und die Konstruktion an die deutsche Ford-Tochtergesellschaft abgegeben. Bis der P4 seine endgültige Form bekam, wurden in Köln ab 1960 einige Prototypen gefertigt. In England wurde mit dem Ford Cortina ein vergleichbares Modell herausgebracht, das jedoch auf eine eigenständige, britische Entwicklung zurückging.
Sichtbares Kennzeichen der amerikanischen Herkunft blieben die nur roten Rückleuchten ohne separate Blinker, das schüsselförmige Lenkrad und der in den USA konstruierte V-Motor. Dieser V4-Motor wurde auch später noch in verschiedenen Hubraumvarianten produziert und in anderen Fahrzeugen verwendet, von Ford selbst unter anderem im 17 m, Transit und Capri, aber auch seit 1968 von Saab im V4 96 und von Matra im 530.
Ab August 1965 wurde, unten am rechten Vorderkotflügel – noch klein und unscheinbar (siehe Foto rechts, vergrößert) – wieder ein Herstelleremblem, die sogenannte „Ford-Pflaume“, angebracht, die im Dritten Reich nach der Kriegserklärung Deutschlands an die USA von den Nationalsozialisten verboten worden war. Die „12“ in der Typbezeichnung stand für den Hubraum – in Deziliter – der kleinsten Ausführung, das „M“ für „Meisterstück“. Die stärkeren 1,5 L Versionen hießen alle trotzdem nur 12 M, ohne weitere Ergänzung.
Der P4 verkaufte sich in Deutschland für seine vierjährige Bauzeit gut, ähnlich dem Opel Kadett A (649.512, jedoch nur drei Jahre Bauzeit von 1962 bis 1965); 672.695 Ford 12M P4 wurden hergestellt.

### Karosserievarianten

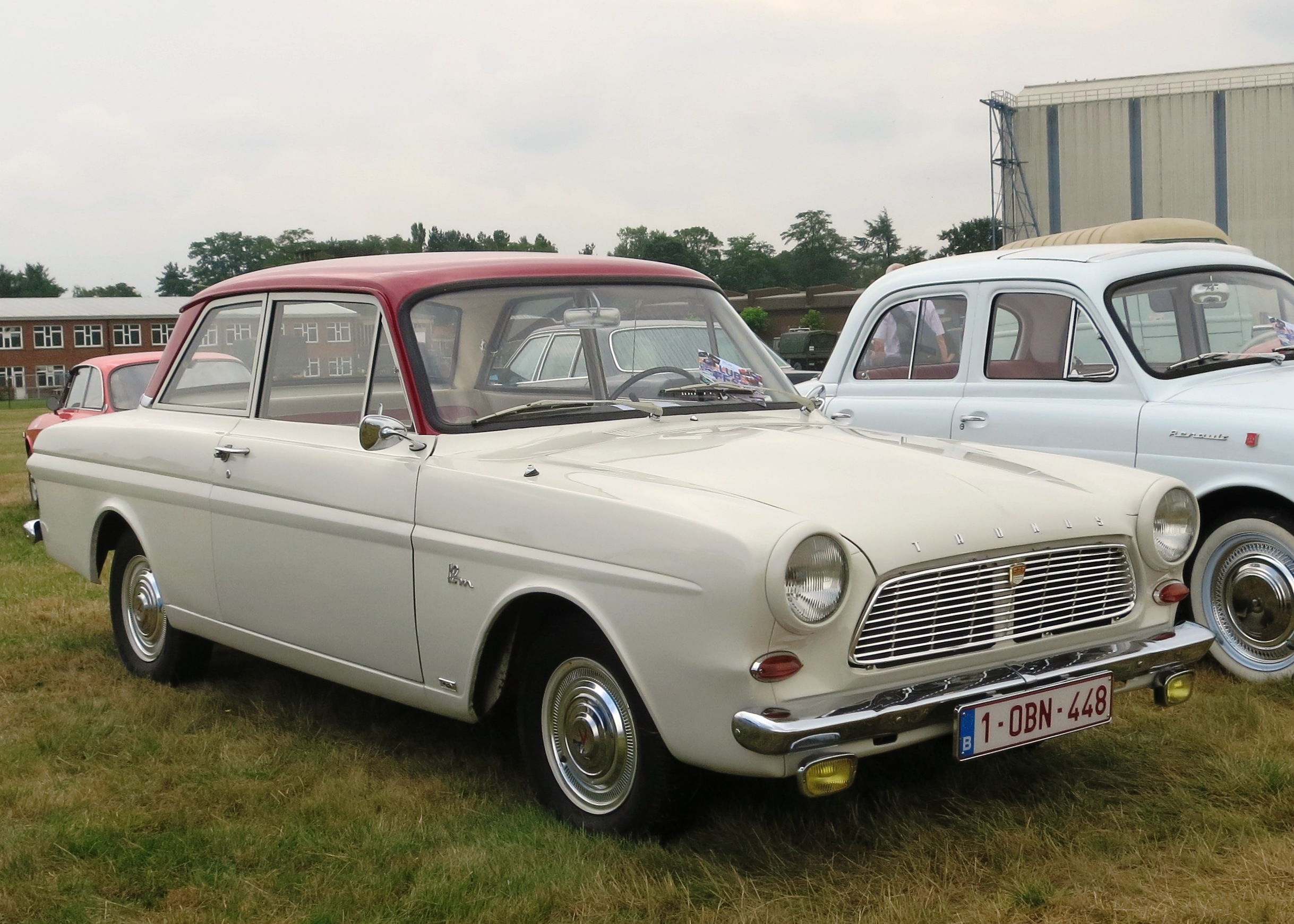
Ford Taunus 12M
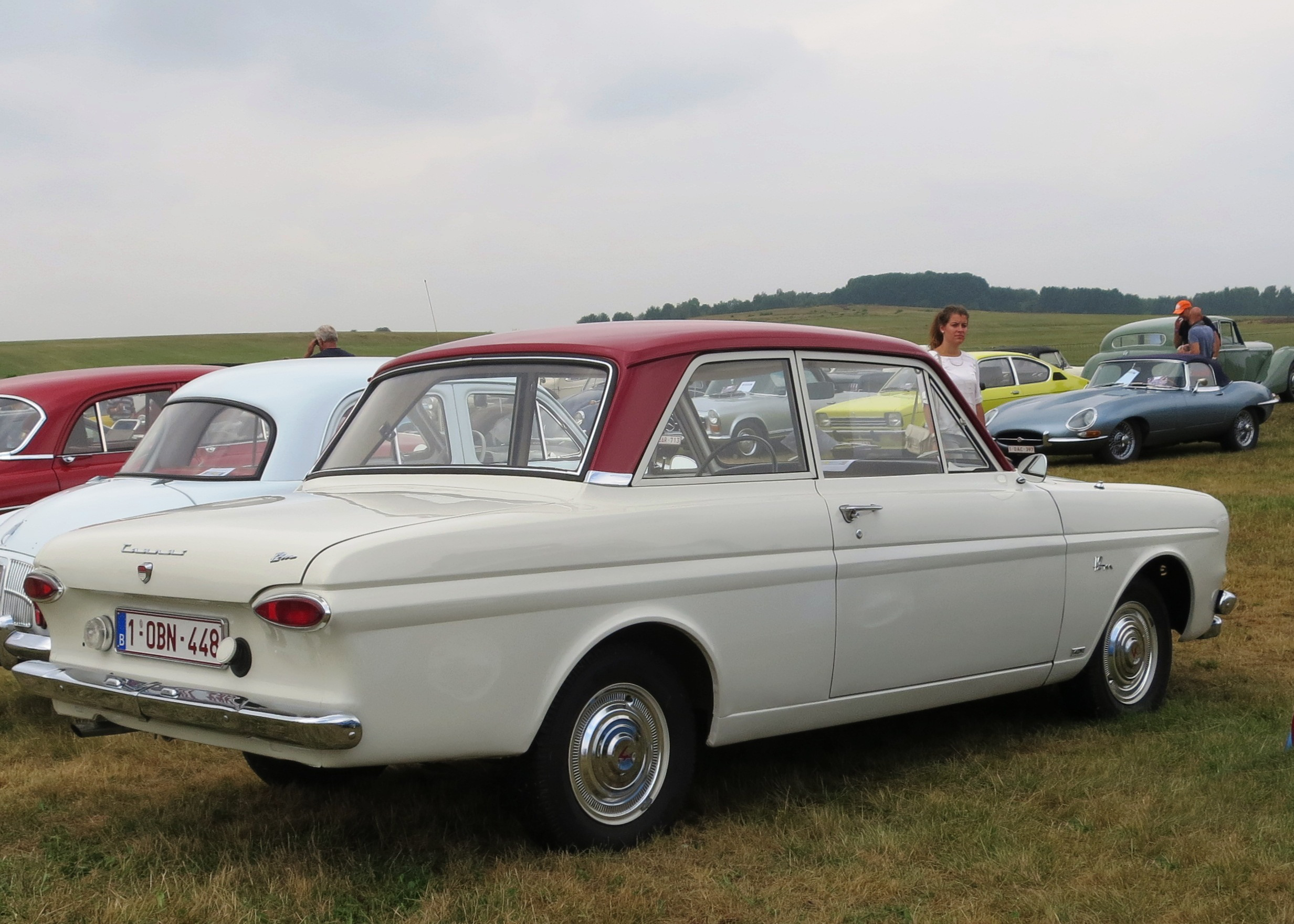
Heckansicht
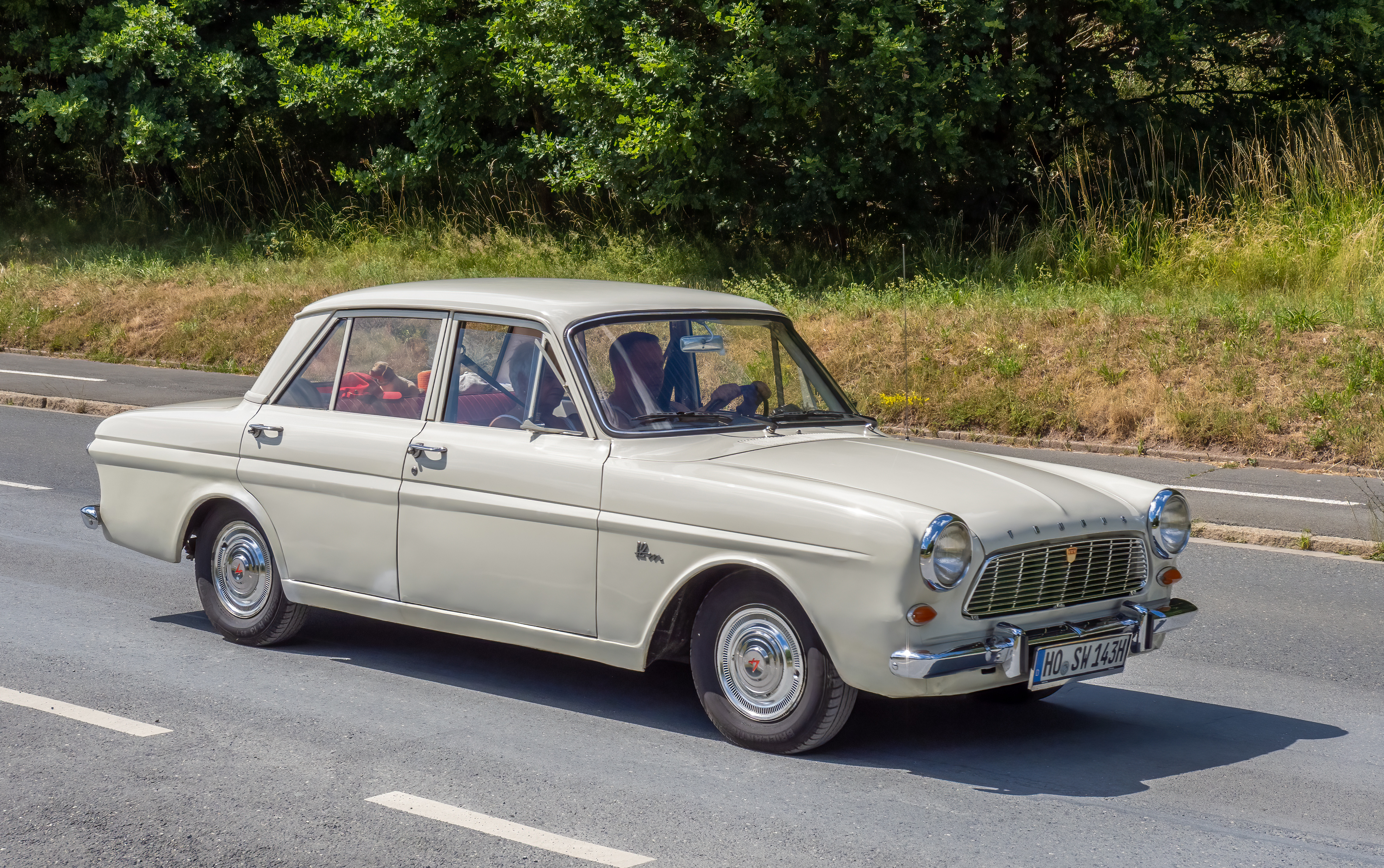
Ford Taunus 12M
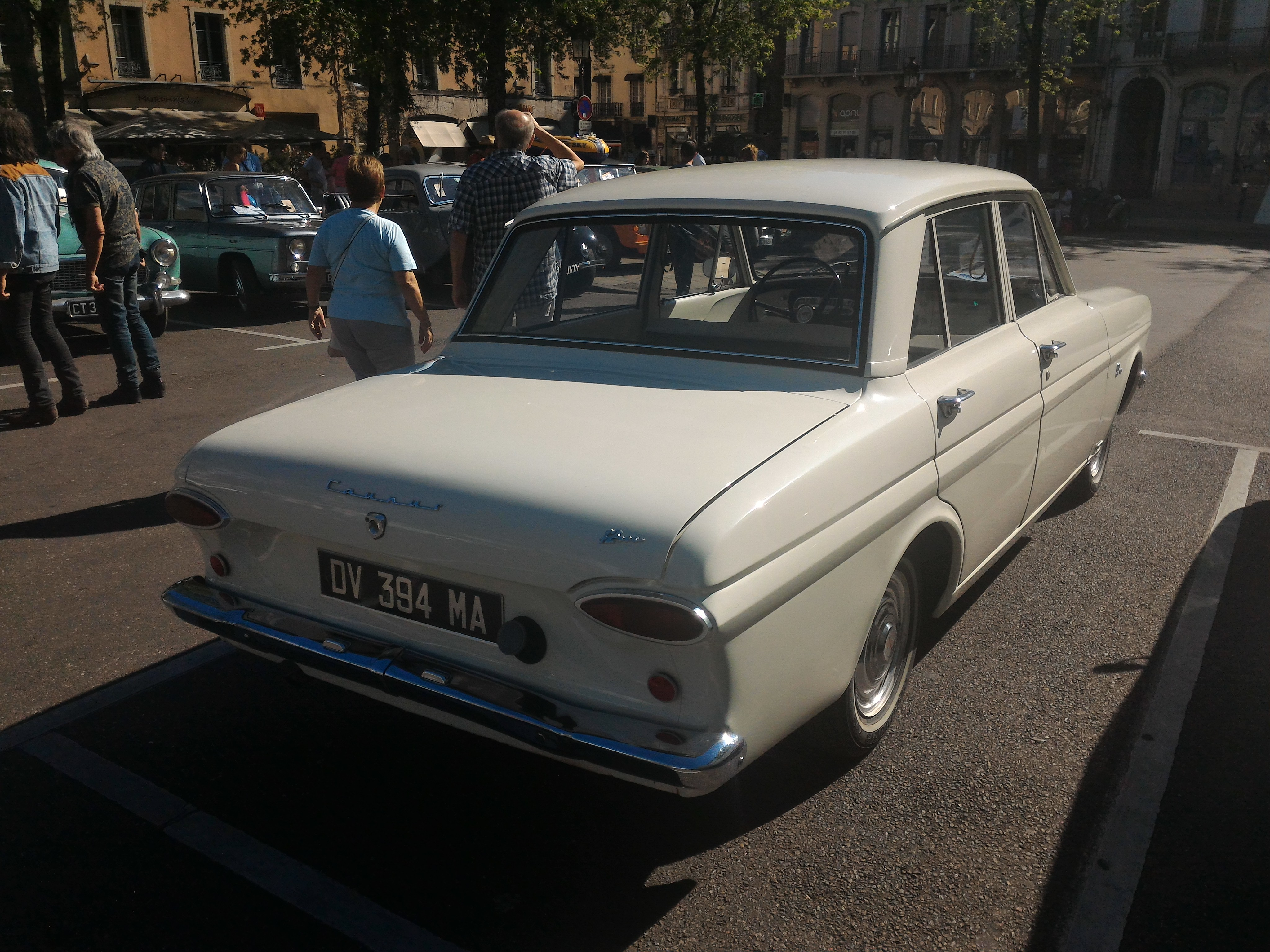
Ford Taunus 12M
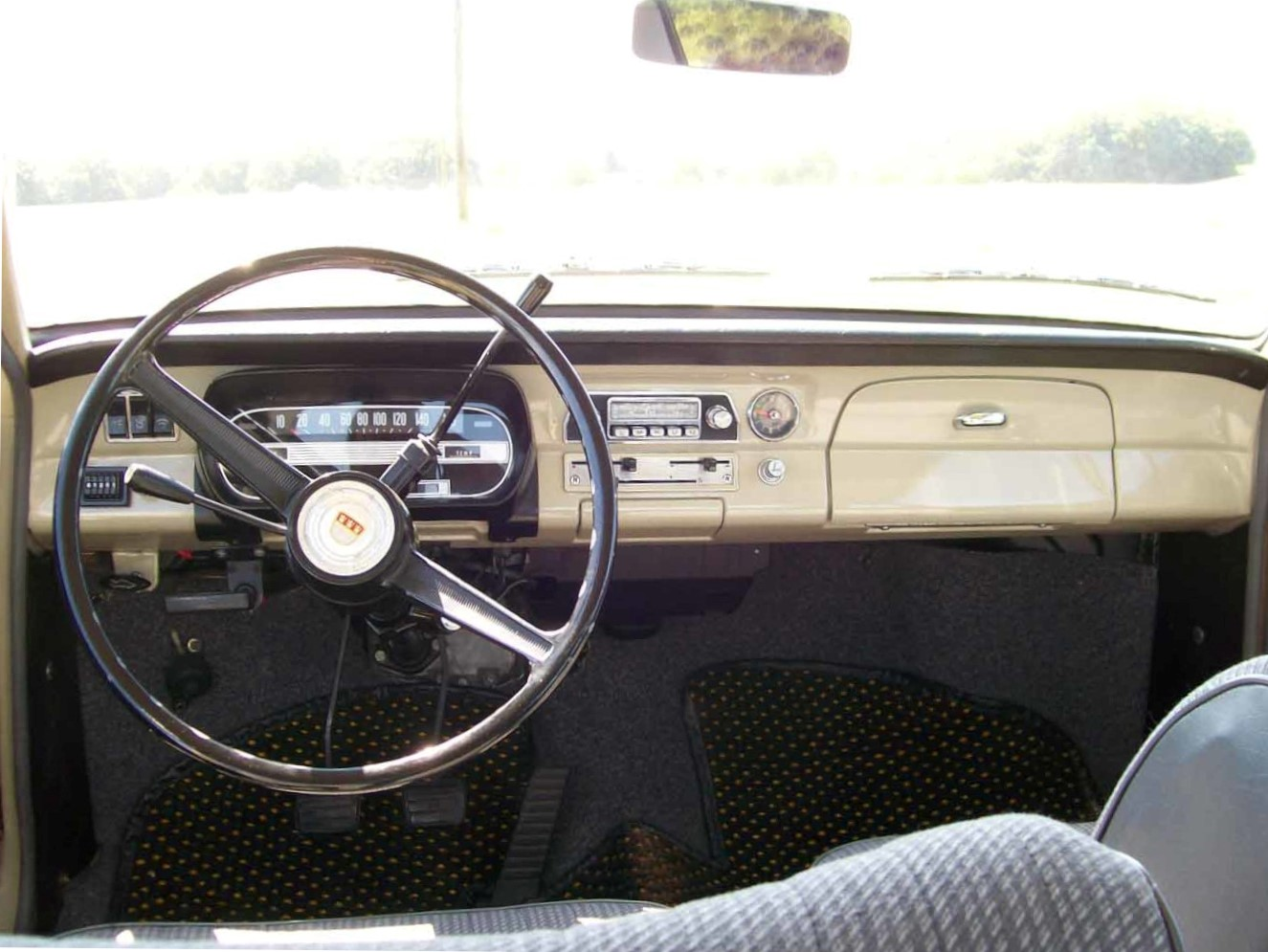
Ford Taunus 12M, Armaturenbrett
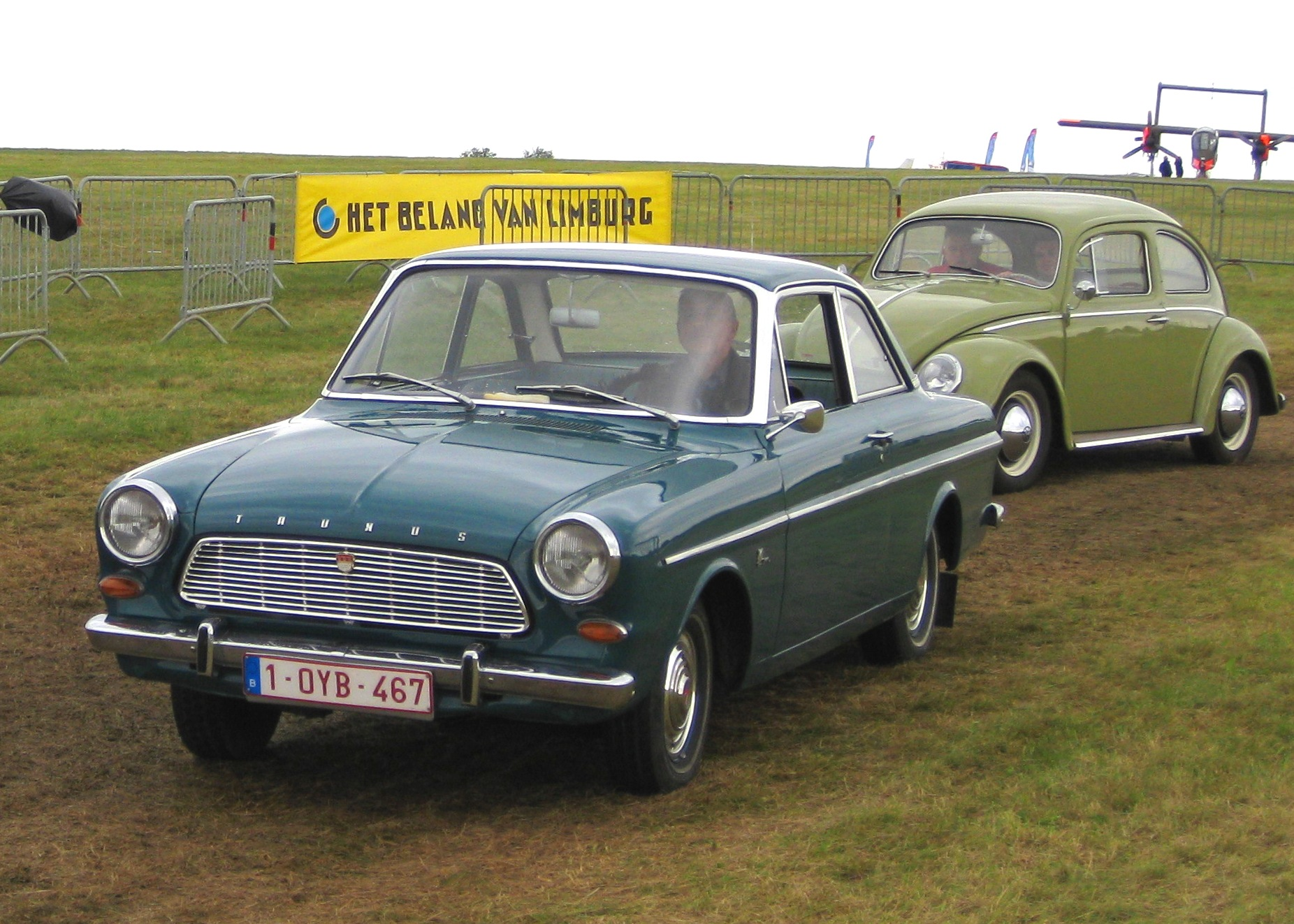
Ford Taunus 12M Coupé
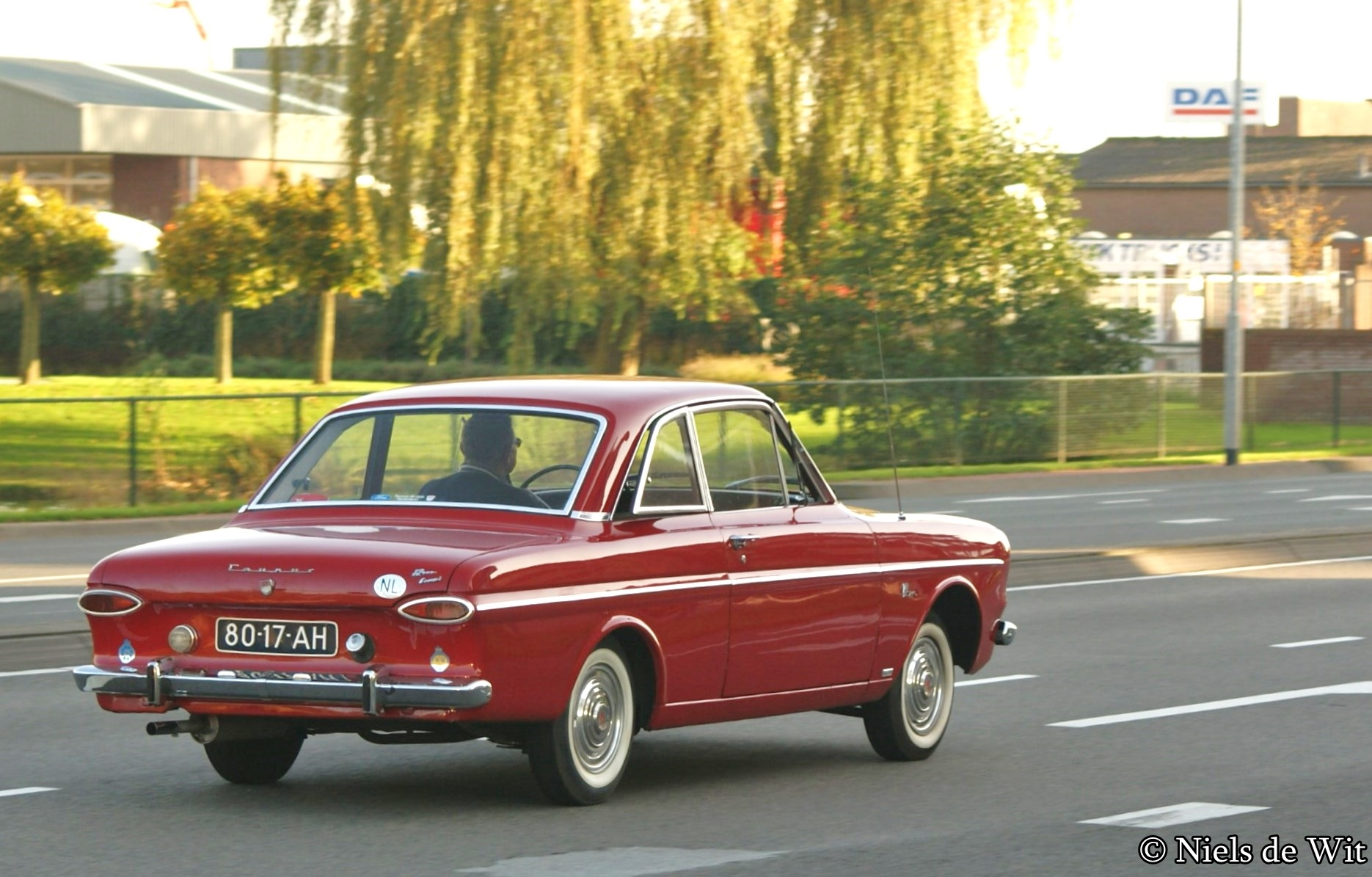
Heckansicht
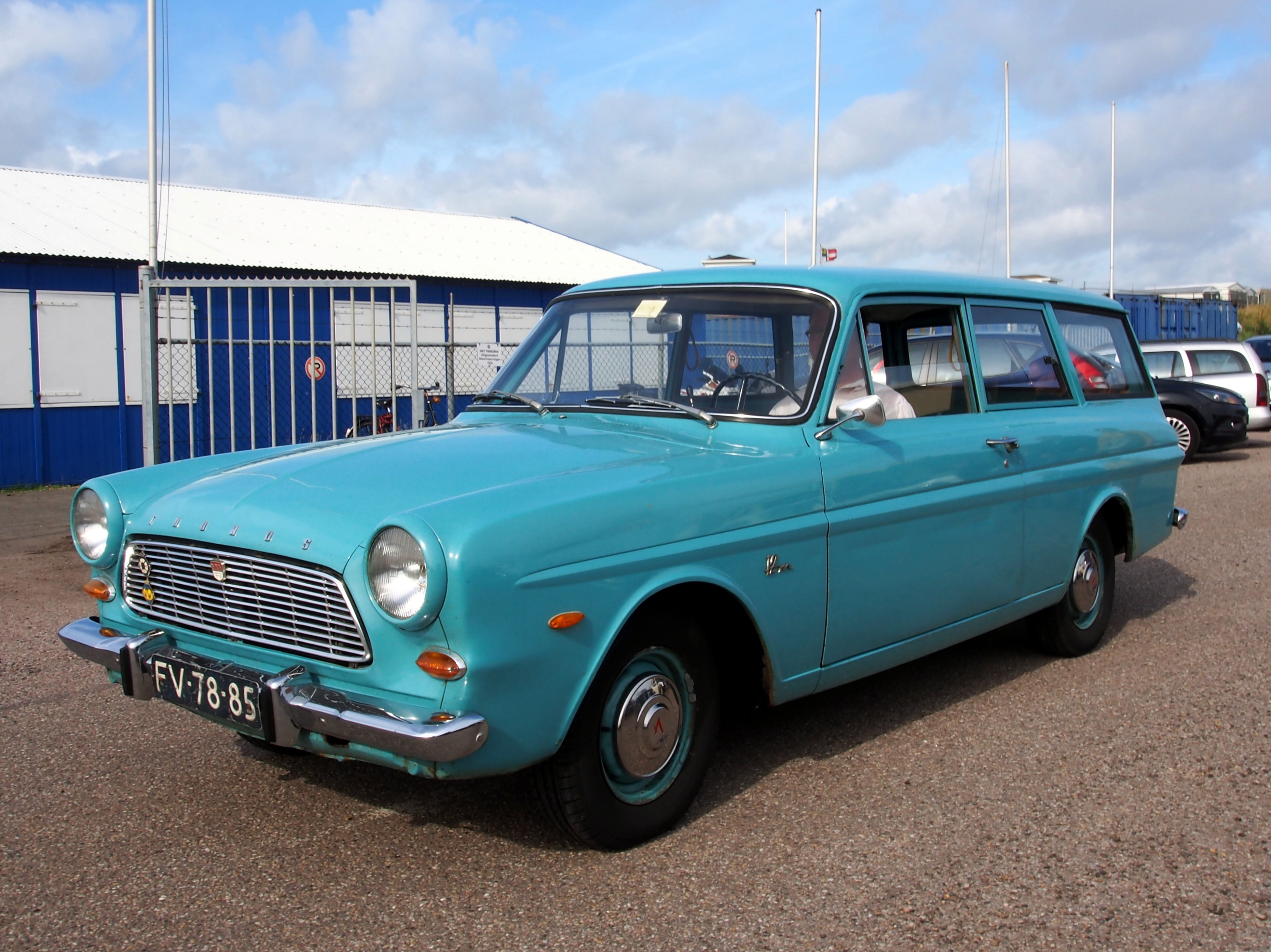
Ford Taunus Turnier
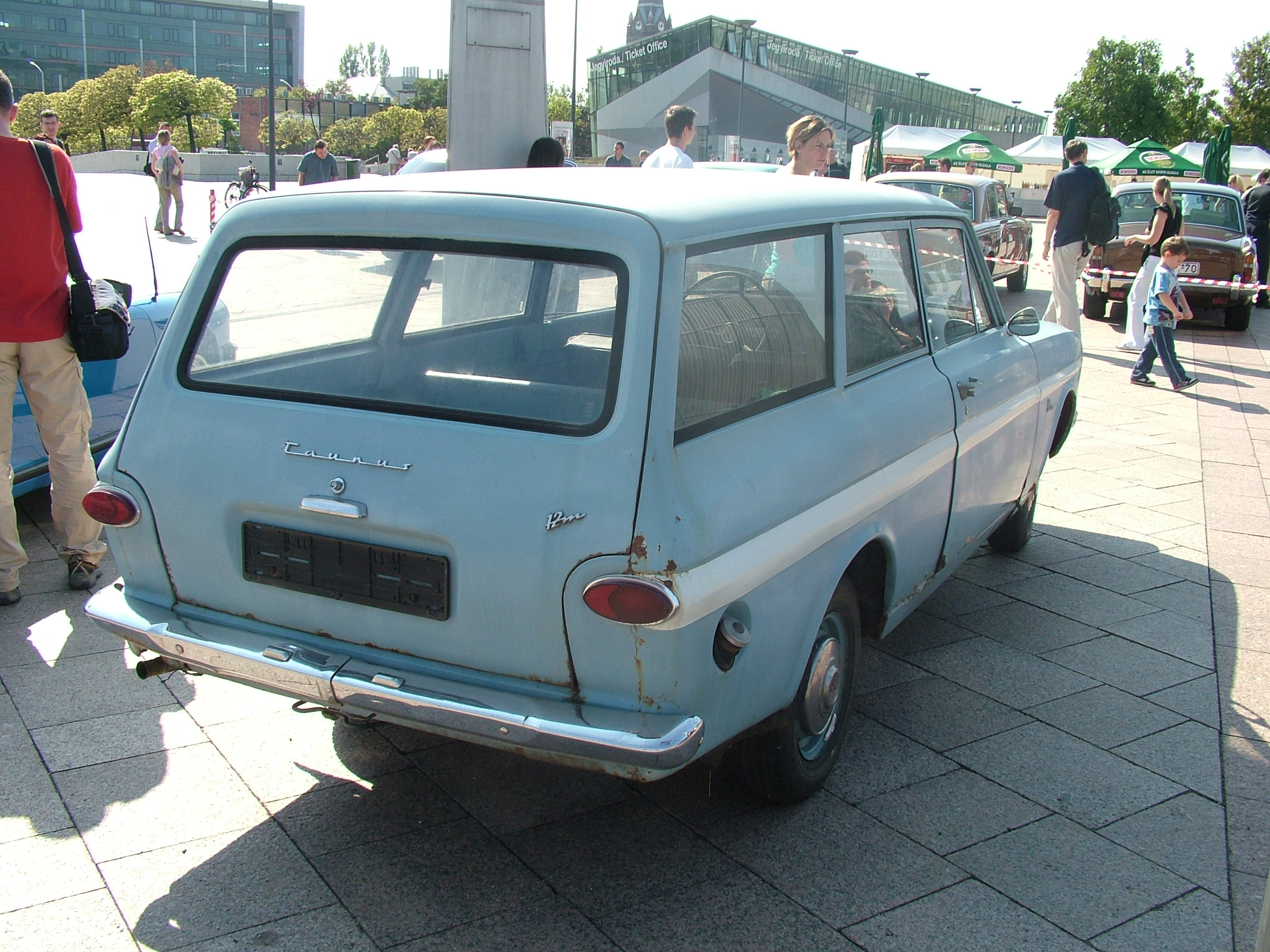
Ford Taunus Turnier
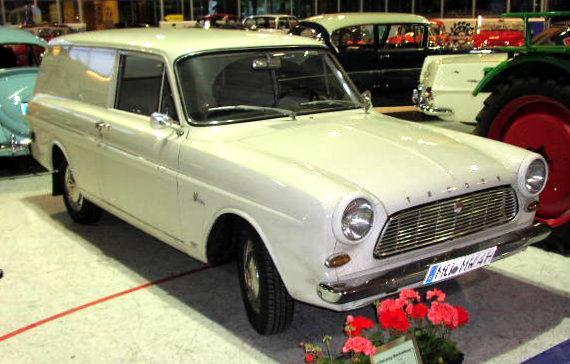
Ford 12M P4 Lieferwagen (1964)

## Technik

### Motor und Getriebe

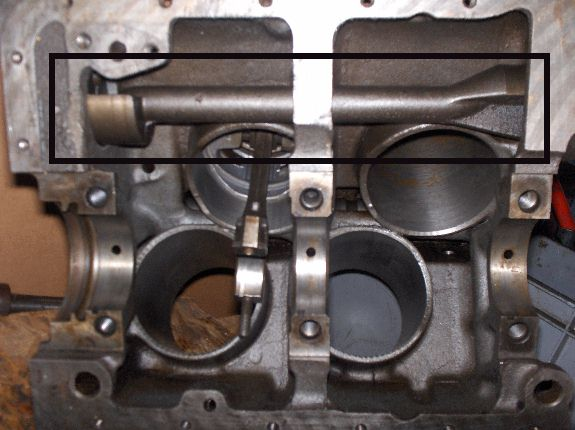
Ausgleichswelle im P4-Motor

Der Vierzylinder-V-Motor mit einem Zylinderbankwinkel von 60° war längs vor der Vorderachse eingebaut. Wie bei anderen Vierzylinder-V-Motoren in Pkw auch (SAS, Lancia) hatte jedes Pleuel einen eigenen Hubzapfen, das heißt, die dreifach gelagerte Kurbelwelle hatte vier Kröpfungen, die so um 120 oder 60° versetzt waren, dass sich ein gleichmäßiger Zündabstand ergab. Bei diesem Motor lagen die Zylinder eins und drei auf der einen Seite und zwei und vier auf der anderen Seite, sie wurden also wie bei einem Reihenmotor gezählt und nicht bankweise wie sonst bei V-Motoren, bei denen jeweils zwei Pleuel auf einen Hubzapfen wirken. Mit einem Hub von 58,86 mm bei einer Bohrung von 80 mm war der Motor (Hubverhältnis 0,74) als Kurzhuber ausgelegt. Er ist technisch verwandt mit dem späteren V6 von Ford (Zylinderbankwinkel ebenfalls 60°, Motorlager und Getriebeanschluss gleich), brauchte aber, um die Massenkräfte und Massenmomente für einen ruhigeren Lauf zu verringern, eine Ausgleichswelle. Die Laufruhe vergleichbarer Reihenvierzylinder-Motoren wurde jedoch nicht erreicht.
Die Wahl des Motorkonzepts hing mit dem Frontantrieb zusammen. Ein längs eingebauter Reihenvierzylindermotor hätte einen noch längeren Wagenbug erfordert und das Fahrzeug kopflastig gemacht.
Ein Stirnradgetriebe trieb Ausgleichs- und Nockenwelle an. Das Zahnrad auf der Kurbelwelle war aus Stahl, die Zahnräder an der Nocken- und der Ausgleichswelle bestanden aus gewebeverstärktem Phenolharz (Novotex). Am vorderen Ende der Ausgleichswelle saß auch die Keilriemenscheibe zum Antrieb von Kühlmittelpumpe und Lichtmaschine. Die über der Kurbelwelle zwischen den Zylinderbänken liegende „zentrale“ Nockenwelle betätigte die parallel hängenden Ventile über Stößel, Stoßstangen und Kipphebel. Ab September 1964 ließ die Farbe der Ventildeckel auf die Motorleistung schließen: Grün = 40 PS, blau = 50 PS, rot = 65 PS. Die 55-PS-Version fiel aus dem Motorenprogramm.
Eine technische Besonderheit war der Kreislauf des Kühlwassers. Es gelangte von der Pumpe ausgehend zunächst in den an der Trennwand zwischen Motor- und Innenraum angebrachten Heizungswärmetauscher mit elektrischem Gebläse, aus dem bei abgeschalteter Heizung die Warmluft nach unten ins Freie und bei eingeschalteter Heizung in den Innenraum geleitet wurde. Sobald eine Temperatur von 80 °C erreicht war, schaltete ein Thermostat den nur vom Fahrtwind durchströmten Hauptkühler in den Kreislauf ein. Die Kühlflüssigkeit brauchte nicht nachgefüllt zu werden. Der Kreislauf war jedoch nicht plombiert, die Flüssigkeit war alle zwei Jahre auszutauschen.
Die Kraft wurde über eine Einscheibentrockenkupplung und ein vollsynchronisiertes Vierganggetriebe mit Lenkradschaltung auf die Vorderräder übertragen. Jede Antriebswelle bestand aus einem vom Getriebe kommenden hohlen Teil mit einfachem Kreuzgelenk, in dem sich der zum Rad führende Teil zum Längenausgleich axial verschieben konnte, geschützt von einer Manschette. Vorteil beim P4 war, dass bei einer Kupplungsreparatur weder Motor noch Getriebe ausgebaut werden mussten.

### Fahrwerk und Karosserie
In den ersten beiden Baujahren hatte der P4 eine eigenwillige Vorderachskonstruktion: Die Querlenker waren am Motor-Getriebe-Block angebracht, der damit eine tragende Funktion erfüllte. Die oben liegende Querblattfeder hingegen war an einer Quertraverse mit der Bodengruppe der selbsttragenden Karosserie befestigt. Seit August 1964, also zum Modell ´65, waren die Querlenker am nach vorn verlängerten Bodenrahmen angelenkt und der Motor elastisch und weitestgehend vibrationsfrei aufgehängt. Durch den Frontantrieb konnte die an zwei Blattfedern aufgehängte starre Hinterachse sehr leicht gehalten werden. Die Federung war verhältnismäßig weich. Als Nachteil erwies sich jedoch die starke Seitenneigung bei Kurvenfahrt wegen des schwach dimensionierten Querstabilisators. Um dies zu mildern, erhielt dieses Modell ´65 härtere Stoßdämpfer und die vordere Blattfeder wurde an zwei Punkten gelagert. Gleichzeitig entfiel der hintere Stabilisator. Im Zuge der neuen Vorderachse ´65 kamen auch Scheibenbremsen statt Trommelbremsen vorne.
Es gab zwei- und viertürige Limousinen, ein dreitüriges Kombimodell, das im Gegensatz zu den Kombi-Versionen der anderen Baureihen nicht den Namen „Turnier“ trug, sowie ein Coupé auf der Basis der zweitürigen Limousine mit einem verkürzten Dach und sehr schräg gestellter Heckscheibe. Ein Stilmerkmal der Karosserien war die waagerecht verlaufende, sich nach vorne verjüngende Sicke an den Seitenteilen, die in tropfenförmigen Rückleuchten mündete. Die durchgehend roten Rückleuchten enthielten entsprechend der amerikanischen Herkunft je nur eine Zweifadenlampe, wobei der eine Faden als Rücklicht und der andere abwechselnd als Bremslicht und Fahrtrichtungsanzeiger (Blinker) diente. Die elektrische Anlage hatte 6 Volt Spannung.
Das Coupé erschien im August 1963 mit einem  1,5-l-Motor mit 55 statt 50 PS, es erreichte damit eine Höchstgeschwindigkeit von 139 km/h. Trotz kürzeren Dachs und einer um rund 3 cm auf 1424 mm verringerten Höhe, bot es einen ähnlich großen Innenraum wie die Limousine, hinten allerdings mit einer um 5 cm geringeren Kopffreiheit. Im September 1964 wurde der 55-PS-Motor durch eine kräftigere 65-PS-Version mit 144 km/h Höchstgeschwindigkeit ersetzt. Ab April 1966 war das Coupé auf Wunsch auch mit dem 1,5-l-50-PS-Motor der Limousine lieferbar. Der kleine 1,2-l-Motor mit 40 PS blieb der oftmals einfach ausgestatteten Limousine vorbehalten und war deutlich schwächer als die drei 1,5-l-Versionen.

## Rekordfahrt

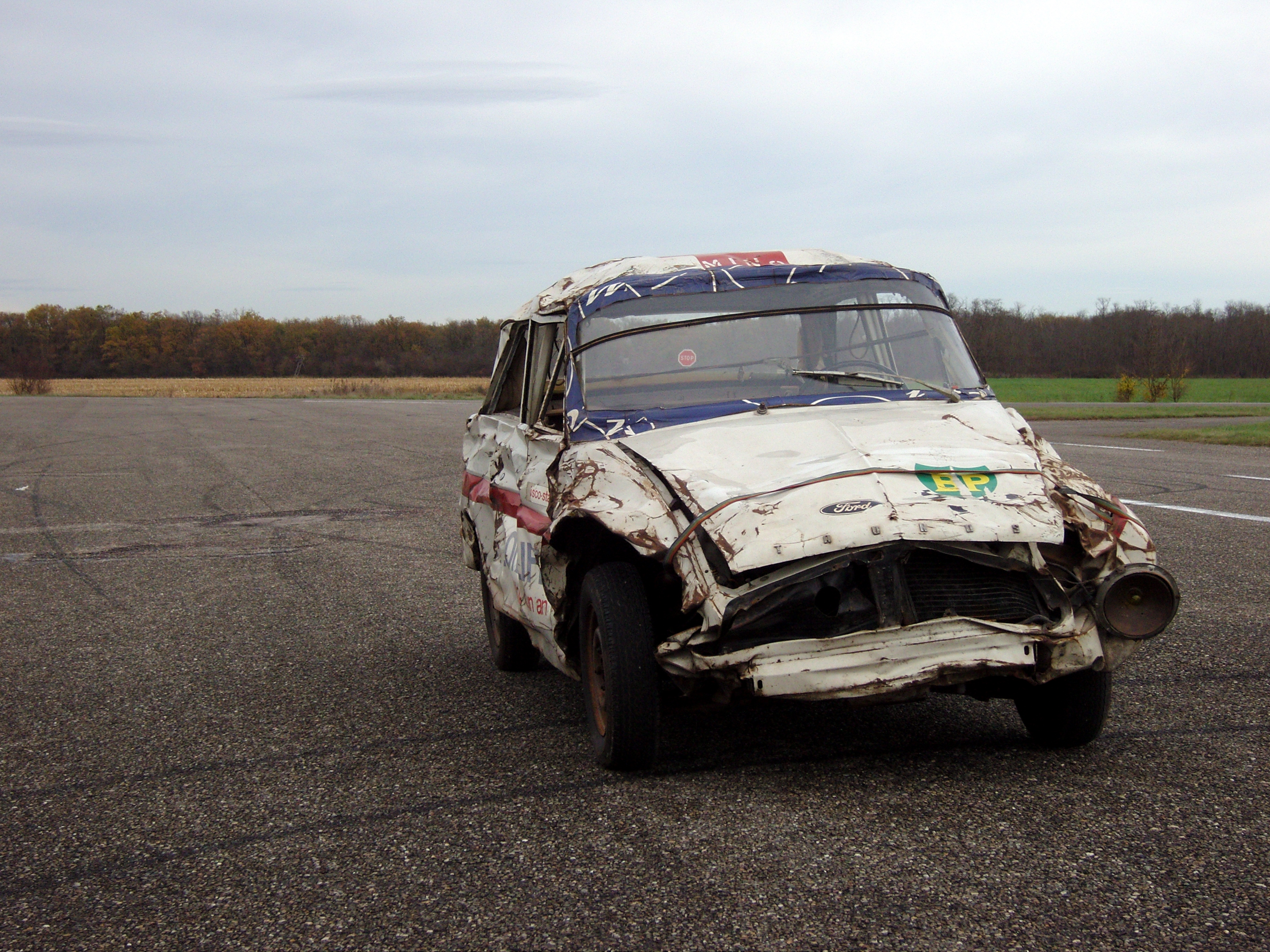
Das Mistral-300.000-Rekordfahrzeug im Herbst 2009

1963 stellte ein serienmäßiger 12M auf dem Circuit de Miramas mehr als 100 Weltrekorde auf. Innerhalb von 142 Tagen legte der Wagen 356.273 Kilometer mit einer Durchschnittsgeschwindigkeit von 106,48 km/h zurück (Unternehmen Mistral 300.000).

## Technische Daten
| Kenngröße                       | 12M (1962) | 12M 1,5 l (1962) | 12M TS (1962) | 12M TS (1964) |
| ------------------------------- | --- | --- | --- | --- |
| Motor:                          | Vierzylinder-Viertaktmotor mit Ausgleichswelle (V-Motor mit 60 Grad Bankwinkel)                                                       | Vierzylinder-Viertaktmotor mit Ausgleichswelle (V-Motor mit 60 Grad Bankwinkel)                                                       | Vierzylinder-Viertaktmotor mit Ausgleichswelle (V-Motor mit 60 Grad Bankwinkel)                                                       | Vierzylinder-Viertaktmotor mit Ausgleichswelle (V-Motor mit 60 Grad Bankwinkel)                                                       |
| Hubraum:                        | 1183 cm³ | 1498 cm³ | 1498 cm³ | 1498 cm³ |
| Bohrung × Hub:                  | 80 × 58,9 mm | 90 × 58,9 mm | 90 × 58,9 mm | 90 × 58,9 mm |
| Leistung bei 1/min:             | 40 PS 4500 | 50 PS 4500 | 55 PS 4500 | 65 PS 4500 |
| Maximales Drehmoment bei 1/min: | 78 Nm 2400 | 108 Nm 2400 | 108 Nm 2300 | 108 Nm 2300 |
| Verdichtung:                    | 7,8 : 1 | 8,0 : 1 | 8,5 : 1 | 9,0 : 1 |
| Ventilsteuerung:                | zentrale Nockenwelle (durch Stirnräder angetrieben)                                                                                   | zentrale Nockenwelle (durch Stirnräder angetrieben)                                                                                   | zentrale Nockenwelle (durch Stirnräder angetrieben)                                                                                   | zentrale Nockenwelle (durch Stirnräder angetrieben)                                                                                   |
| Kühlung:                        | Wasserkühlung mit Pumpe, Thermostat und Gebläse am ständig durchströmten Heizungswärmetauscher, frostsichere Dauerfüllung (6,5 Liter) | Wasserkühlung mit Pumpe, Thermostat und Gebläse am ständig durchströmten Heizungswärmetauscher, frostsichere Dauerfüllung (6,5 Liter) | Wasserkühlung mit Pumpe, Thermostat und Gebläse am ständig durchströmten Heizungswärmetauscher, frostsichere Dauerfüllung (6,5 Liter) | Wasserkühlung mit Pumpe, Thermostat und Gebläse am ständig durchströmten Heizungswärmetauscher, frostsichere Dauerfüllung (6,5 Liter) |
| Getriebe:                       | vollsynchronisiertes 4-Gang-Getriebe, Lenkradschaltung                                                                                | vollsynchronisiertes 4-Gang-Getriebe, Lenkradschaltung                                                                                | vollsynchronisiertes 4-Gang-Getriebe, Lenkradschaltung                                                                                | vollsynchronisiertes 4-Gang-Getriebe, Lenkradschaltung                                                                                |
| Radaufhängung vorn:             | Dreiecksquerlenker unten, querliegende Blattfeder oben, Drehstabstabilisator, Teleskopstoßdämpfer                                     | Dreiecksquerlenker unten, querliegende Blattfeder oben, Drehstabstabilisator, Teleskopstoßdämpfer                                     | Dreiecksquerlenker unten, querliegende Blattfeder oben, Drehstabstabilisator, Teleskopstoßdämpfer                                     | Dreiecksquerlenker unten, querliegende Blattfeder oben, Drehstabstabilisator, Teleskopstoßdämpfer                                     |
| Radaufhängung hinten:           | Starrachse an halbelliptischen Längsblattfedern, Drehstabstabilisator (bis 1964), Teleskopstoßdämpfer                                 | Starrachse an halbelliptischen Längsblattfedern, Drehstabstabilisator (bis 1964), Teleskopstoßdämpfer                                 | Starrachse an halbelliptischen Längsblattfedern, Drehstabstabilisator (bis 1964), Teleskopstoßdämpfer                                 | Starrachse an halbelliptischen Längsblattfedern, Drehstabstabilisator (bis 1964), Teleskopstoßdämpfer                                 |
| Lenkung:                        | Kugelumlauflenkung | Kugelumlauflenkung | Kugelumlauflenkung | Kugelumlauflenkung |
| Wendekreis:                     | 11,5 Meter | 11,5 Meter | 11,5 Meter | 11,5 Meter |
| Elektrische Anlage:             | 6 Volt, Gleichstrom-Lichtmaschine mit Laderegler                                                                                      | 6 Volt, Gleichstrom-Lichtmaschine mit Laderegler                                                                                      | 6 Volt, Gleichstrom-Lichtmaschine mit Laderegler                                                                                      | 6 Volt, Gleichstrom-Lichtmaschine mit Laderegler                                                                                      |
| Karosserie:                     | Ganzstahlkarosserie, mit Bodengruppe verschweißt                                                                                      | Ganzstahlkarosserie, mit Bodengruppe verschweißt                                                                                      | Ganzstahlkarosserie, mit Bodengruppe verschweißt                                                                                      | Ganzstahlkarosserie, mit Bodengruppe verschweißt                                                                                      |
| Spurweite vorn/hinten:          | 1245/1245 mm | 1245/1245 mm | 1245/1245 mm | 1245/1245 mm |
| Radstand:                       | 2527 mm | 2527 mm | 2527 mm | 2527 mm |
| Reifengröße:                    | 5.60–13 (Limousine und Coupé), 5.90–13 (Kombi)                                                                                        | 5.60–13 (Limousine und Coupé), 5.90–13 (Kombi)                                                                                        | 5.60–13 (Limousine und Coupé), 5.90–13 (Kombi)                                                                                        | 5.60–13 (Limousine und Coupé), 5.90–13 (Kombi)                                                                                        |
| Außenmaße L × B × H:            | 4248 × 1594 × 1458 | 4248 × 1594 × 1458 | 4322 × 1594 × 1458 | 4322 × 1594 × 1458 |
| Leermasse (ohne Fahrer)*:       | 860 kg | 860 kg | 870 kg | 870 kg |
| Höchstgeschwindigkeit:          | 123 km/h | 130 km/h | 139 km/h | 144 km/h |

- Der Kombi wog 930 kg.